# Jonathan's Space Report
Jonathan's Space Report (JSR) est un bulletin d'information sur l'ère spatiale. Il est écrit par Jonathan McDowell, un astrophysicien du Harvard-Smithsonian Center for Astrophysics. Il est mis à jour selon les contraintes de temps de McDowell, mais celui-ci essaie de publier deux numéros chaque mois. À l'origine, le site Web était hébergé sur un compte de l'université Harvard, mais a été déplacé fin 2003 vers un domaine dédié.
Lancé en 1989, le bulletin informe de l'actualité des lancements spatiaux, des activités de la Station spatiale internationale et des développements de satellites, lanceurs et véhicules spatiaux. Le rapport de McDowell corrige parfois les sites officiels de la NASA, ou fournit des données supplémentaires sur des lancements classifiés qui ne sont pas disponibles ailleurs.
Les projets associés sur le site Web du JSR sont :
- Un catalogue de tous les satellites géosynchrones, dont les géostationnaires, connus et de leurs positions actuelles
- Une liste des tentatives de lancement de satellites
- Une référence croisée entre le numéro de catalogue et la désignation internationale des satellites

McDowell a longtemps plaidé pour que les États-Unis se conforment à la Convention sur l'immatriculation des objets lancés dans l'espace extra-atmosphérique (1975) et à la résolution 1721B (1961) des Nations unies.